# Euricélia Melo Cardoso
Euricélia Melo Cardoso (Monção, 19 de abril de 1976) é uma política brasileira, que exerceu mandato como deputada federal pelo PP-AP, cuja posse se deu em 19 de junho de 2018.

## Carreira política
Nos períodos de 2005-2008 e 2009-2012, Euricélia Cardoso foi a primeira mulher prefeita da cidade de Laranjal do Jari, no Amapá.
Entre 2011 e 2014, foi a primeira mulher presidente da Associação dos Municípios do Estado do Amapá (Ameap).
Nas eleições de 2014, concorreu para deputada federal. Momento em que não prestou contas de sua campanha.
Em fevereiro de 2018, foi nomeada para cargo em comissão do Município de Tartarugalzinho, no Amapá. Representação considerada irregular pelo MPF. Em maio de 2018, foi exonerada do cargo. No mês seguinte, tomou posse como quinta suplente do deputado federal Roberto Góes, que se afastara para resolver questões pessoais e realizar tratamento de saúde; após desistência de Fátima Pelaes (abdicou da vaga para concentrar-se em sua pré-candidatura ao Senado Federal) e de Conceição Medeiros (abdicou por problemas de saúde) e perda de direito de assumir a vaga de Telma Nery e Diego Duarte (por terem mudado de partido).

## Improbidade administrativa

### Operação Citrus
A Operação Citrus do MPF constatou que, em 2012, às vésperas das eleições, Euricélia sacou, para uso desconhecido, R$ 1,3 milhão da conta de convênio municipal destinado a obras do sistema de abastecimento de Laranjal do Jari. A verba total de cerca de R$ 30 milhões havia sido depositada pela Fundação Nacional de Saúde.
Constatada a ilegalidade do saque, em novembro e 2016, a decisão judicial a condenou a ressarcir o valor corrigido aos cofres públicos, pagar multa de R$ 2,6 milhões (valor que foi bloqueado de suas contas), teve os direitos políticos suspensos por oito anos, e foi proibida de contratar com o Poder Público por cinco anos. Como ela não pagou voluntariamente a dívida, em maio de 2018, os valores bloqueados foram transferidos para conta judicial.

### Outros processos
Em 2015, ficou comprovado, em ação de improbidade do Tribunal Regional Eleitoral do Amapá (TRE-AP), que ela havia favorecido terceiros na concessão de placas de táxi.
Em 2016, ela e Reginaldo de Brito Miranda, na condição de ex-prefeitos de Laranjal do Jari, e outras sete pessoas foram denunciados por desvio de mais de R$ 15 milhões destinados à construção de uma ponte que ligaria os municípios de Laranjal do Jari (Amapá) e Almeirim (Pará). A empresa contratada para a realização da obra recebeu integralmente os valores repassados pela União, mas a ponte não foi concluída. Apesar disso, nos documentos produzidos por engenheiros e secretários que estavam responsáveis pela fiscalização da obra e emissão de certificados para liberação dos valores, eram informados avanços das obras. Processo que resultou no indeferimento do registro de Euricélia Cardoso para concorrer às Eleições 2016. Além disso, foi-lhe aplicada multa de R$ 2,6 milhões.
Por irregularidades nas gestões, desde fevereiro de 2017, seu nome constava no Cadastro Nacional de Condenações Cíveis por Ato de Improbidade Administrativa e Inelegibilidade do Conselho Nacional de Justiça. No mesmo ano, ela foi absolvida de processo de peculato pelo suposto desvio de R$ 2.046.970,68 duranet seu mandato como prefeitura, em 2012. A denúncia envolvia descontos nos salários dos servidores públicos referentes a empréstimos consignados com bancos; cujos valores foram recolhidos pela Prefeitura, mas não foram repassados às instituições financeiras.

Em junho de 2018, no momento de sua posse como quinta suplente de deputado federal, o Ministério Público Federal (MPF) no Amapá solicitou que os efeitos fossem sustados, já que Euricelia Cardoso havia sido condenada duas vezes por improbidade administrativa.
Para o MPF, a posse da suplente de Roberto Góes (PDT) na Câmara dos Deputados é uma “afronta às decisões judiciais transitadas em julgado e aos princípios mais basilares do ordenamento jurídico”. Para assumir o cargo, Euricélia Cardoso utilizou documento emitido pelo Tribunal Regional Eleitoral do Amapá (TRE/AP) que apenas certifica sua condição de 5ª suplência para o cargo de deputado federal pela Coligação A Força do Povo (PP/PDT/PMDB). A certidão emitida pelo TRE/AP, portanto, não confere à Euricélia a condição de elegibilidade.
Em 2019, foi condenada por improbidade administrativa por não ter recolhido os valores previdenciário dos servidores entre os anos de 2005 e 2008, quando era prefeita do municípo de Laranjal do Jari, no Amapá.
Em maio de 2023, as contas de seu mandato de 2006 como prefeita foram reprovadas pela Câmara Municipal.

## Premiação
- 2011 - Prêmio Sebrae Prefeito Empreendedor, como prefeita de Laranjal do Jari – região Norte[25]. "Na categoria Compras Públicas dos Pequenos Negócios Locais através de uma ação de fortalecimento da agricultura familiar". Sendo a única prefeita da região norte a receber o prêmio.[26]